# ダウンズ (フリゲート)
| USS Downes (FF-1070) |                                                                |
| 艦歴                 |                                                                |
| 発注                 | 1964年7月22日                                                  |
| 起工                 | 1968年9月5日                                                   |
| 進水                 | 1969年12月12日                                                 |
| 就役                 | 1971年8月28日                                                  |
| 退役                 | 1992年2月14日                                                  |
| その後               | 2003年8月15日に海没処分                                        |
| 除籍                 | 1995年1月11日                                                  |
| 性能諸元             |                                                                |
| 排水量               | 基準: 3,068t                                                   |
| 排水量               | 満載: 4,130t                                                   |
| 全長                 | 133.5 m (438 ft)                                               |
| 全幅                 | 14.33 m (47 ft)                                                |
| 吃水                 | 7.62 m (24.75 ft)                                              |
| 機関                 | 水管ボイラー (84.4at, 538℃)×2缶                                |
| 機関                 | 蒸気タービン (35,000hp)×1基                                    |
| 機関                 | スクリュープロペラ×1軸                                         |
| 速力                 | 最大: 27ノット以上                                             |
| 航続距離             | 4,500海里 (20ノット巡航時)                                     |
| 乗員                 | 士官16名、曹士211名                                            |
| 兵装                 | Mk.42 5インチ単装速射砲×1基                                    |
| 兵装                 | Mk.15 20mmCIWS×1基 ※BPDMSと交換に後日装備                      |
| 兵装                 | シースパローBPDMS 8連装発射機×1基 ※後日装備, 後にCIWSに換装    |
| 兵装                 | Mk.16 8連装ミサイル発射機×1基 (アスロックSUM, ハープーンSSM用) |
| 兵装                 | Mk.32 mod.9 連装短魚雷発射管×2基                               |
| 艦載機               | QH-50 DASH×2機 ※SH-2 LAMPSヘリコプター×1機に 後日換装          |
| FCS                  | Mk.68 砲射撃指揮用                                             |
| FCS                  | Mk.114 水中攻撃指揮用                                          |
| センサ               | AN/SPS-40 対空捜索レーダー                                     |
| センサ               | AN/SPS-10 対水上捜索レーダー ※AN/SPS-67に後日換装              |
| センサ               | AN/SQS-26CX 艦首装備ソナー                                     |
| センサ               | AN/SQS-35 可変深度ソナー ※AN/SQR-18戦術曳航ソナーに後日換装    |
| 電子戦               | AN/WLR-1C電波探知装置 ※AN/SLQ-32に後日換装                     |
| 電子戦               | AN/ULQ-6C電波妨害装置 ※AN/SLQ-32への換装と同時に撤去           |
| 電子戦               | Mk.137 6連装デコイ発射機×2基 ※後日装備                         |
| モットー             | Ready Now                                                      |

ダウンズ (英語: USS Downes, DE-1070/FF-1070) は、アメリカ海軍のフリゲート。ノックス級フリゲートの1隻。艦名はジョン・ダウンズ代将に因む。その名を持つ艦としては3隻目。就役時は護衛駆逐艦に分類された。

## 艦歴
ダウンズはワシントン州シアトルのトッド・パシフィック造船所で1968年9月5日に起工する。1969年12月13日にフィリップ・L・ケルトン夫人（ダウンズ代将の曾孫）によって命名、進水し、1971年6月29日に海軍に引き渡され、1971年8月28日に就役した。
ダウンズは太平洋艦隊に所属し、対潜作戦活動、護衛任務および外交支援任務に従事した。1992年6月5日に退役、1995年1月11日に除籍された。
ダウンズは2003年に艦隊演習で標的艦として海没処分された。